# Diocese de Caracas e América do Sul
Diocese de Caracas e América do Sul (em russo:  Каракасская и Южноамериканская епархия; em castelhano:  Diócesis de Caracas y Sudamérica) é uma eparquia da Igreja Ortodoxa Russa fora da Rússia. Foi formada com a extinção da Diocese de Buenos Aires e América do Sul  (em russo:  Буэнос-Айресская и Южно-Американская епархия; em castelhano:  Diócesis de Buenos Aires y Sudamerica) fundada em 1948, fundindo o Vicariato de Caracas com a Diocese argentina. Desde 2008 seu bispo é o australiano João Berzin, que reside em Buenos Aires, onde fica a administração diocesana (a sede nominal é Caracas). Ele também é responsável pelas paróquias das comunidades do antigo rito.

## Paróquias
Atualmente, das 30 paróquias, apenas 13 estão subordinadas ao bispo governante e ao Sínodo da Igreja Ortodoxa Russa no Exterior. Após a assinatura do Ato de Comunhão Canônica entre o Patriarcado de Moscou e a Igreja Russa no Exterior, em maio de 2007, as paróquias do Brasil não aceitaram essa medida e se juntaram ao posteriormente destituído bispo Agafângelo (Pashkovski).

### Brasil
- Paróquia da Catedral de São Nicolau (São Paulo)[14]
- Paróquia da Intercessão (São Paulo)[15]
- Paróquia de Sérgio de Radonezh (Indianópolis, São Paulo)[16]
- Paróquia da Santíssima Trindade (Vila Alpina, São Paulo)[17]
- Paróquia da Intercessão (Vila Zelina, São Paulo)[18]
- Paróquia de São Serafim de Sarov (Carapicuiba, São Paulo)[19]
- Paróquia da Intercessão (Niterói, Rio de Janeiro)[20]

* Todas atualmente em cisma.

### Paróquias sob controle efetivo da diocese

#### Argentina
- Catedral da Ressurreição, Buenos Aires;
- Templo de Santo Hermógenes de Moscou, Quilmes;
- Paróquia Nossa Senhora de Maria, Temperley;

#### Chile
- Igreja da Santíssima Trindade e Santíssima Virgem de Kazan, Santiago;
- Igreja de San Siluan no Monte Athos, Concepción;
- Paróquia de San Nectário de Pentápolis, Valdivia.

#### Paraguai
- Igreja da Intercessão, Assunção.

#### Uruguai
- Igreja da Ressurreição de Cristo.

#### Venezuela
- Catedral de São Nicolau, Caracas;
- Igreja da Intercessão, Caracas;
- Igreja da Assunção, Caracas;

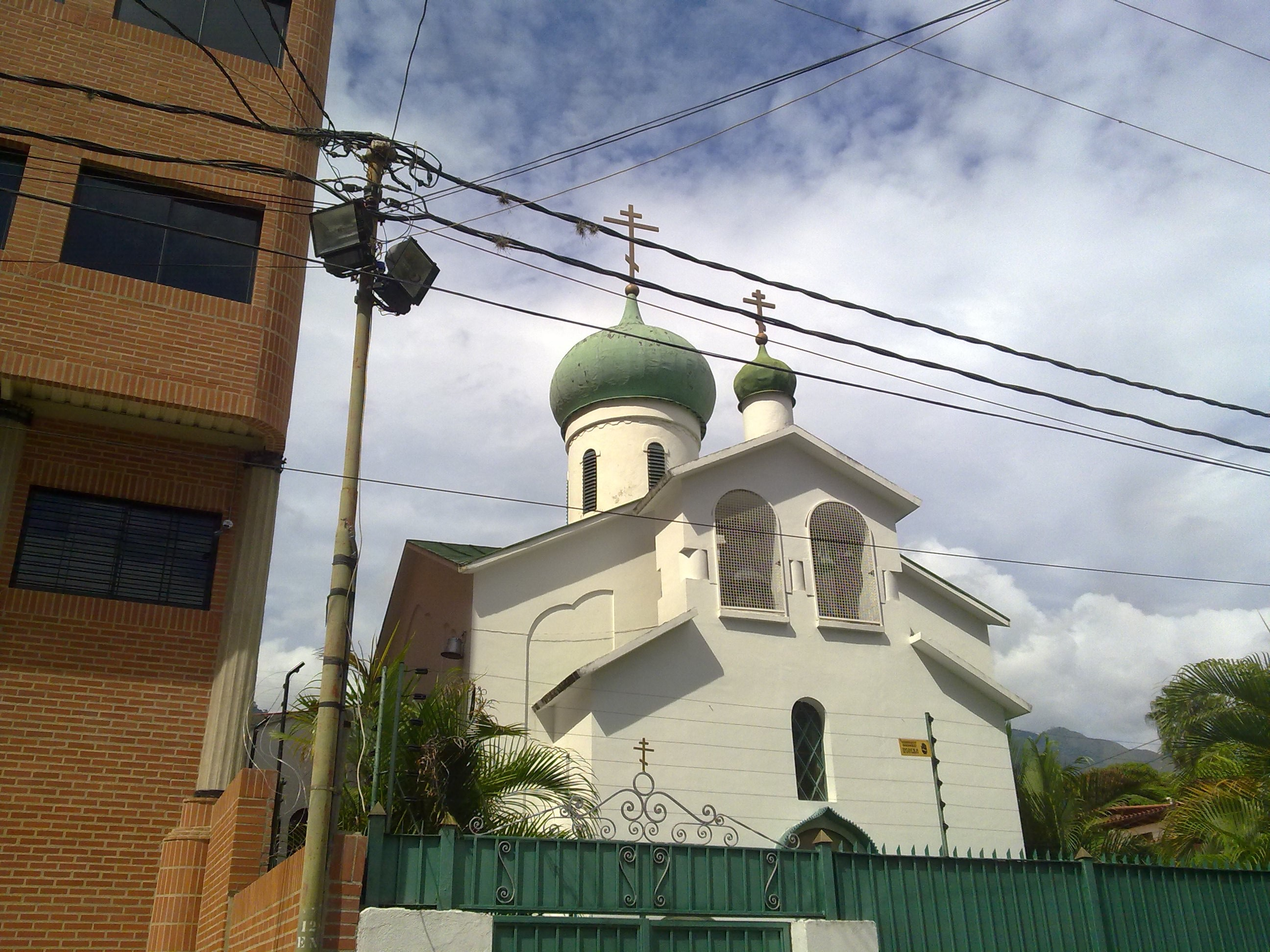
Catedral de San Nicolas, Caracas.

- Igreja de São Nicolau, Barquisimeto;
- Igreja de Pedro e Paulo, Maracay;
- Igreja dos Sinais, Valência.

## Bispos
- Alexandre (Mileant) (1998 - 2005)[21]
  - Lauro (Shkurla) (2005 - 2007) - Administrador temporário.
- Agafângelo (Pashkovski) (2007) - Recusou a nomeação e entrou em cisma.[3][8][22][23][24][25]
  - Hilarião (Kapral) (2008) -  Administrador temporário.[26][27]
- João (Berzin) (2008 - atualmente) - Como Bispo de Caracas e América do Sul.[2][6][22][28]